# Winarta
Winarta is een Nederlandstalige novelle uit 1953 van de Indonesische schrijver Basuki Gunawan (1929-2014), die in de tweede helft van 1954 verscheen als vierdelig feuilleton in het literair tijdschrift De Nieuwe Stem. In 2022 verscheen het verhaal voor het eerst in boekvorm. 

## Samenvatting
Winarta is een tbc-patiënt en geneeskundestudent, wiens ouders op brute wijze zijn vermoord. Dit blijkt zonder reden te zijn: het is een vergismoord. Gedreven door schuldgevoel en wraak sluit hij zich aan bij een verzetsgroep tijdens de Indonesische Onafhankelijkheidsoorlog.

## Ontvangst
Gunawan voltooide Winarta in 1953. Het kreeg een eervolle vermelding bij de Reina Prinsen Geerligsprijs, die dat jaar werd uitgereikt aan Remco Campert en Ellen Warmond. Ondanks deze waardering was geen uitgever bereid het in boekvorm op de markt te brengen. Er was wel een correspondentie met uitgeverij Querido, maar die vond het geen gepast moment voor publicatie "vanwege de gespannen verhoudingen tussen Indonesië en Nederland". Historicus Henk Schulte Nordholt veronderstelt dat dit een verwijzing is naar de onvrede die er in de tweede helft van de jaren 1950 was over Westelijk Nieuw-Guinea en op de arbeidsonrust in de Nederlandse bedrijven in Indonesië.
De redactieleden van De Nieuwe Stem. Maandblad voor cultuur en politiek (onder wie N.A. Donkersloot, O. Noordenbos, Karel Jonckheere, J.B. Charles, H.J. Pos, Jan Romein, Victor E. van Vriesland, W.F. Wertheim en Soedjatmoko) durfden de publicatie wel aan. Winarta verscheen in de nummers juli/augustus, september, oktober en november van jaargang 9 (1954).

## Herontdekking
Pas tijdens de coronapandemie in 2020 wist de Australisch-Nederlandse schrijver David Colmer het verhaal onder de aandacht te brengen van uitgeverij Alfabet. Hijzelf was bekend geraakt met het werk van Gunawan nadat hij in 1985 tijdens een rondreis door Indonesië een van Gunawans dochters had leren kennen.
In het voorwoord van de uitgave uit 2022 prees Gustaaf Peek het boek aan als "van canonieke kwaliteit". Hij vergeleek het met De vreemdeling van Albert Camus en drie andere vroege Nederlandse novellen over de Tweede Wereldoorlog: De ondergang van de familie Boslowits (1950) van Gerard Reve, Het behouden huis (1952) van W.F. Hermans en Het bittere kruid (1957) van Marga Minco. In zijn recensie voor De Groene Amsterdammer prees Alfred Birney het werk om de literaire kwaliteit en beheerste schrijfstijl. Hij ziet het als van een hogere literaire orde dan Hella Haasse's Oeroeg (1948). De redactie van de Volkskrant vond het een indringend boek, dat in "fonkelend, fris proza" geschreven is. Desondanks zou het niet makkelijk te verteren zijn, met soms ook wat abstracte hoogdravende dialogen. Nederlandicus Marie-José Klaver, in haar recensie voor literair tijdschrift Tzum, gaf het eveneens een positieve evaluatie. Ze zag gelijkenissen met Franz Kafka's Het proces (1925). In het essay De kolonie mept terug (2024) wordt het werk ook door Adriaan van Dis geprezen: het bloed "spat van de bladzijden".